# Peltops
Peltops es un género  de ave paseriforme perteneciente a la familia  Alaudidae.

## Especies
- - Peltops blainvillii. Peltopo llanero.
  - Peltops montanus. Peltopo montano.